# Mühle in Taubach

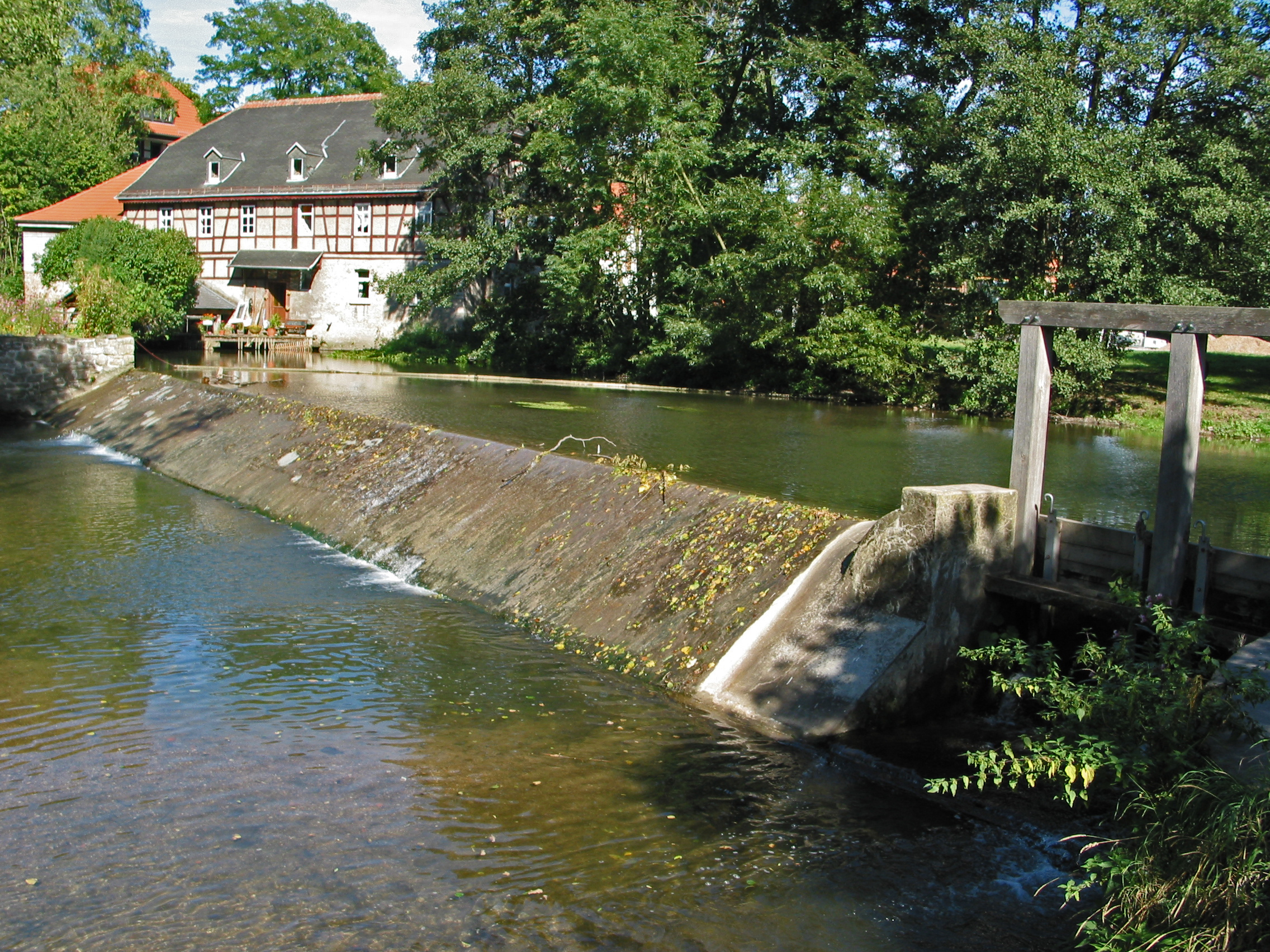
Taubacher Mühle und Wehr

Die Mühle in Taubach, Mühlenweg 2, ist vermutlich die älteste Mühle Thüringens. 

## Geschichte
Sie wurde bereits am 15. April 1120 gleichzeitig mit dem Ort Taubach in einer Schenkungsurkunde erwähnt. Taubach ist der älteste verbriefte Mühlenstandort Thüringens. Diese Wassermühle an der Ilm diente dem Mahlen von Getreide. Sie ist die Mühle, die die längste Dauer in der Nutzung als Getreidemühle unter den Wassermühlen Weimars hatte. Bei der Thüringer Sintflut von 1613 wurde sie stark beschädigt, und in der 1. Hälfte des 18. Jahrhunderts wieder erneuert und mehrfach verändert. Bis Mitte des 20. Jahrhunderts war je ein Öl- bzw. Graupengang vorhanden. Als Mahlmühle erfolgte 1989 ihre Stilllegung. Seit 1991 diente sie der Stromerzeugung. Der verbliebene Fachwerkbau mit Mansarddach mit Krüppelwalm wird als Wohnraum genutzt. Nahe der Mühle befindet sich ein Wehr.
Der Ilmtal-Radweg führt an dieser vorbei. Sie liegt in einem Landschaftsschutzgebiet.
Die Ilmmühle in Taubach steht auf der Liste der Kulturdenkmale in Weimar (Ortsteile) bzw. auf der Liste der Kulturdenkmale in Taubach (Weimar). Außerdem ist sie im Thüringer Mühlenverzeichnis des Thüringer Landesverein für Mühlenerhaltung und Mühlenkunde (TVM) e.V. registriert. Dieser wiederum gehört zur Deutschen Gesellschaft für Mühlenkunde und Mühlenerhaltung.